# Vuelta a Andalucía 2003
La 49ª edición de la Vuelta a Andalucía se disputó entre el 16 y el 20 de febrero de 2003 con un recorrido de 863,2 km dividido en 5 etapas, con inicio en Córdoba y final en Benalmádena. 
Participaron 144corredores repartidos en 18 equipos de ocho miembros cada uno.
El vencedor, Javier Pascual, cubrió la prueba a una velocidad media de 39,597 km/h. Los también españoles Santiago Blanco, Óscar Freire,  Alejandro Valverde y Xavier Tondo se hicieron respectivamente con las clasificaciones de la montaña, regularidad, puntos (otras ediciones llamada combinada) y metas volantes. 

## Etapas
| Etapa | Fecha         | Recorrido                             | Km    | Ganador de la etapa |
| 1ª    | 16 de febrero | Córdoba-Córdoba                       | 179,6 | Óscar Freire        |
| 2ª    | 17 de febrero | Sevilla-Huelva                        | 165   | Óscar Freire        |
| 3ª    | 18 de febrero | Sevilla-Alto del Santuario de Araceli | 166,6 | Javier Pascual      |
| 4ª    | 19 de febrero | Cabra-Jaén                            | 174   | Remmert Wielinga    |
| 5ª    | 20 de febrero | Granada-Benalmádena                   | 178   | Ruslan Ivanov       |